# FK 라보트니치키
FK 라보트니치키 코메탈(마케도니아어: ФК Работнички Кометал)은 북마케도니아의 축구 클럽으로, 수도인 스코페에 연고를 두고 있다.
클럽은 1937년에 창단되었다. 라보트니치키는 대부분 유고슬라비아 2부 디비전에서 플레이했었다. 그러다 북마케도니아가 독립을 하게 되면서 북마케도니아 1부 리그에서 플레이하게 되었다. 라보트니치키의 성공가도는 2001년 코메탈이 인수하면서부터이다. 2001-02시즌에 UEFA컵에 나갔고, UEFA 챔피언스리그 2005-06에서는 예선2회전까지 올라갔다. 2006년도에 리그 우승을 하면서 UEFA 챔피언스리그 2006-07에 진출하여 예선 1회전에서 룩셈부르크의 F91 뒤들랑주를 물리치고, 예선2회전에서는 헝가리의 데브레첸을 물리치고 예선3회전에 올랐으나 프랑스의 릴 OSC에 패하여 탈락하였다.

## 역대 성적
- 북마케도니아 1부 리그

우승 (3회) : 2004-05, 2005-06, 2007-08
준우승 (1회) : 2006-07
- 북마케도니아컵

우승 (2회) : 2007-08, 2008-09

## 선수 명단

### 현역
참고: FIFA 자격 규정에 따라 소속된 국가대표팀 국기를 표시합니다. 선수는 복수의 FIFA 비회원국 국적을 가지고 있을 수 있습니다.
| 번호 | 포지션 | 국적     | 이름                |
| ---- | ------ | -------- | ------------------- |
| 10   | MF     | 자메이카 | 크리스토제이 데일리 |

| 번호 | 포지션 | 국적 | 이름 |
| ---- | ------ | ---- | ---- |